# Jean-François Régis
Jean-François Régis, född 31 januari 1597 i Fontcouverte i Languedoc, död 30 december 1640 i Lalouvesc, var en fransk jesuit och predikant. Han vördas som helgon inom Romersk-katolska kyrkan. Hans helgondag firas den 31 december.
Régis inträdde i jesuitorden i Béziers vid 18 års ålder och prästvigdes när han var 31 år gammal. Régis ägnade sitt liv åt att predika för fattiga bönder och hjälpa utsatta människor, bland andra prostituerade.
Régis kom att bli känd för sin enkla, direkta predikostil. Han dog av lunginflammation, 43 år gammal.